# بخش مرکزی شهرستان دزفول
بخش مرکزی شهرستان دزفول یکی از بخش‌های چهارگانه شهرستان دزفول در استان خوزستان در جنوب غربی (نیمروز باختری) ایران است.

## مردم
غالب جمعیت این بخش را ساکنین قدیمی شهر یعنی دزفولی ها تشکیل می دهند.اما در خود شهر دزفول اقوام مختلفی مانند لر بختیاری و لربالاگریوه و عرب زندگی می کنند

## بخش‌ها و شهرها
- بخش مرکزی
  - دهستان شمس‌آباد
  - شهرک انقلاب (قلعه عبدشاه)
  - دهستان قبله‌ای
  - دهستان امیرالمومنین (عباره)

شهرها: دزفول، شهرامام، صفی‌آباد (دزفول)، منتظران، شمس‌آباد (دزفول) و میانرود
- دزفول
- دزفول ۱
- دزفول ۲
- دزفول ۳
- سیاه‌منصور
- شهر امام
- منتظران
- صفی‌آباد
- شمس‌آباد
- میانرود

## جمعیت
بر پایه آمارهای بدست آمده از سرشماری پایگاه آمار ایران، شمار مردم بخش مرکزی شهرستان دزفول در سال ۱۳۸۵، برابر با ۲۲۸٬۵۰۷ تن بوده‌است.

## بن مایه‌ها
1. ↑  اطلس گیتاشناسی استان‌های ایران، تهران: ۱۳۸۳ خ.
2. ↑  لغت نامه دهخدا حروف د.
3. ↑  «نتایج سرشماری ایران در سال ۱۳۸۵». درگاه ملی آمار. بایگانی‌شده از روی نسخه اصلی در ۲۱ آبان ۱۳۹۲.